# Jeune Garde antifasciste
La Jeune Garde antifasciste, ou simplement Jeune Garde, est une organisation antifasciste française d'extrême gauche, fondée en 2018 par Raphaël Arnault.
Parfois critiquée pour ses actions jugées violentes, elle est dissoute en Conseil des ministres en juin 2025.

## Histoire
La Jeune Garde, est un collectif antifasciste fondé en janvier 2018 à Lyon par Raphaël Arnault en réaction aux actions du Bastion social (dissous en 2019). L'organisation milite à visage découvert et propose un antifascisme jugé plus ouvert selon Politis.
Raphaël Arnault, porte-parole du groupe, déclare que la coopération entre les différents mouvements et partis de gauche est un objectif clé du groupe.
La Jeune Garde se développe en octobre 2019 avec l'ouverture d'une section à Strasbourg, puis en 2020 avec une nouvelle section à Paris. En 2021, des sections locales à Lille et à Montpellier suivent[source insuffisante].
En septembre 2021, le porte-parole de la Jeune Garde lyonnaise Raphaël Arnault est agressé par des membres du groupe d'extrême droite Zouaves Paris, alors qu'il sort du train à Paris-Gare-de-Lyon,,.
En octobre 2021, la Jeune Garde manifeste dans les rues de Lyon contre les violences de l'extrême droite, au côté d'associations comme le Mouvement français pour le planning familial ou Alternatiba, de partis politiques de La France insoumise, Parti communiste français, Europe Écologie-Les Verts et du Nouveau Parti anticapitaliste et de syndicats comme la CGT, l'Union Solidaires ou l'Unef. Les manifestants demandent la fermeture du bar de La Traboule et de la salle de boxe de L'Agogé, situé dans le quartier du Vieux Lyon,.
En février 2022, une conférence antifasciste à Strasbourg à laquelle la Jeune Garde assiste est attaquée par des membres du groupe hooligan et néonazi Strasbourg Offender.
En mai 2022, Raphaël Arnault démissionne de son poste de porte-parole de la section lyonnaise pour se présenter aux élections législatives de 2022, avec le soutien du Nouveau Parti anticapitaliste,. En juillet 2024, Arnault est élu député du Vaucluse sous les couleurs du Nouveau Front populaire (NFP) et siège au sein du groupe La France insoumise à l'Assemblée nationale.
Le 29 avril 2025, le ministre de l'Intérieur Bruno Retailleau annonce l'ouverture d'une procédure de dissolution de la Jeune Garde,.
Le 12 juin 2025, la Jeune Garde est dissoute en Conseil des ministres, le même jour que le groupe d’extrême droite Lyon populaire. Le ministre de l'Intérieur Bruno Retailleau reproche à ces « groupements de fait de provoquer à des agissements violents contre les personnes, provocations bien souvent suivies d’effets ». Réclamée de longue date par la députée du Rassemblement national Marine Le Pen, plusieurs figures à gauche s’y opposent, comme Elsa Faucillon ou Marine Tondelier.

## Symbole
Le groupe utilise le symbole des Trois Flèches comme logo, en référence à celui des groupes d’autodéfense socialistes français utilisés dans les années 1930, comme Toujours prêts pour servir (TPPS) et des Jeunes gardes socialistes (JGS), qui combattent à l'époque la réaction, le nazisme et le stalinisme. Après la guerre, le symbole est le logo officiel du parti politique de la Section française de l'Internationale ouvrière (SFIO),.

## Composition
Le collectif compte environ une centaine de militants répartis entre Lyon, Strasbourg, Lille et Paris. Sa composition politique est diverse et inclut des membres du Mouvement jeunes communistes de France, du Nouveau Parti anticapitaliste, du Parti de gauche, ainsi que de groupes anarchistes. Selon le politologue Jean-Yves Camus, la plupart de ses membres sont issus de « la mouvance anarcho-libertaire ».

## Liens avec La France insoumise
De premiers échanges entre la Jeune Garde et La France insoumise (LFI) débutent en 2022 et s'officialisent à l'été 2023[réf. souhaitée] lorsque Jean-Luc Mélenchon, Manuel Bompard et Sébastien Delogu participent au camp d'été du collectif. La même année, Cem Yoldas, un porte-parole de la Jeune Garde, réalise un entraînement de boxe avec le député LFI Carlos Martens Bilongo.
En 2024, Raphaël Arnault est élu député du Vaucluse sous l’étiquette LFI, mais « la Jeune Garde conserve son autonomie ».

## Affaires judiciaires
Le Canard enchaîné révèle que huit militants de la Jeune Garde sont mis en examen en juillet 2024 pour « violences en réunion […] en raison de la race, de l’ethnie, de la nation ou de la religion » après l'agression présumée en mai d'un mineur de 15 ans soupçonné par ces militants d’appartenir à la Ligue de défense juive, ayant entrainé 12 jours d'ITT pour motif psychologique,. Leur avocate défend la version d'une « altercation [verbale] entre pro et anti-Palestine » sans aucune violence physique.

## Critiques
(juin 2025).
La Jeune Garde fait l'objet de critiques émanant d'une partie du mouvement antifasciste. Ces détracteurs reprochent notamment à l'organisation de ne pas accorder une place suffisante à la lutte contre le racisme au sein de son action. Le Groupe antifasciste Lyon et environs, en particulier, accuse la Jeune Garde de pratiquer un antifascisme qu'il qualifie de « salon », reprochant à l'organisation de ne pas intégrer à sa démarche une critique radicale de l'État et du capitalisme.
Le journal Le Figaro souligne que, malgré les tentatives de ce mouvement antifasciste d'acquérir une image plus consensuelle, ses actions violentes ont largement contribué à façonner sa réputation[réf. souhaitée]. L'un de ses membres, Hamma Alhousseini, a été reconnu coupable en août 2020 d'une agression perpétrée dans un établissement de nuit du Vieux Lyon[réf. souhaitée] Par ailleurs, il a été l'objet d'une investigation judiciaire à la suite de la diffusion sur les réseaux sociaux de messages de soutien au groupe terroriste Boko Haram, ainsi qu'à une approbation implicite de l'assassinat de Samuel Paty.
L'organisation est également au cœur de controverses. Des personnalités de l'extrême droite, telles qu'Éric Zemmour, l'accusent d'actes de violence[réf. souhaitée]. Par ailleurs, au sein même du mouvement antifasciste, le collectif Coordination féministe antifasciste la met en cause pour des agressions visant des militantes.